# Château d'Ancy-le-Franc
Château d'Ancy-le-Franc je renesančni dvorec iz 16. stoletja, ki stoji v mestu Ancy-le-Franc v departmaju Yonne v Franciji.

## Zgodovina
Na tem mestu je prvotno stala utrdba iz 12. stoletja, ki je obstajala do konca 16. stoletja.
Gradnja obstoječega dvorca se je začela leta 1544 na zahtevo Antoina III. Clermontskega, svaka Diane de Poitiers in sina Anne de Husson, grofice Tonnerre. Zasnova stavbe se tradicionalno pripisuje italijanskemu arhitektu Sebastianoju Serliju, ki ga je v Francijo povabil kralj Franc I. Francoski Po Serlijevi smrti leta 1554 v Fontainebleauju je delo prevzel arhitekt Pierre Lescot, ki je spoštoval prvotne Serlijeve načrte. Notranjost je delo Francesca Primaticcija, ki je takrat delal v palači Fontainebleau.
Antoine de Clermont je umrl leta 1578, notranjost pa je dokončal njegov vnuk Charles-Henri de Clermont. Ko je bil dvorec popolnoma dokončan, je lahko gostil prestižne goste, kot so bili Henrik III. Francoski (kratek obisk), Henrik IV. Francoski leta 1591, Ludvik XIII. Francoski leta 1631 in Ludvik XIV. Francoski leta 1674.
Leta 1683 je bila družina Clermont-Tonnerre prisiljena prodati zemljo Ancy-le-Franc in dvorec François-Michelu Le Tellierju, ministru Ludvika XIV. Naslednje leto je Louvois pridobil celotno grofijo Tonnerre (vključno z dvorcem Maulnes). Nato je za ustvarjanje poti in vrtov na posestvu najel znanega krajinskega arhitekta Andréja le Nôtra.
Po francoski revoluciji je družini uspelo ponovno prevzeti posest dvorca. Obnovili so posestvo in notranjost dvorca v nekdanji sijaj.
Leta 1844 je bil Ancy-le-Franc prodan Louisu Aiméju Gaspard de Clermont-Tonnerreju, potomcu Antoina III. Clermontskega. Nato je prehajal iz rok v roke različnih lastnikov, vključno s tistimi iz rok knezov Merode.
Grad je trenutno v lasti zasebnega podjetja Société Paris Investir SAS, ki je izvedlo njegovo obnovo in razglasitev za nacionalni zgodovinski spomenik.

## Opis
Arhitektura dvorca je rezultat mešanice francoskega in italijanskega sloga, kar je posledica kompromisa med francoskim lastnikom in italijanskim arhitektom.
Dvorec je zgrajen na pravokotnem osrednjem tlorisu. Štirje trakti tvorijo kvadrat in vsakega obdajajo štrleče paviljonske stene. Ta tloris temelji na tlorisih, imenovanih pi, ki so se takrat pogosto uporabljali v Franciji. Serlio je ločil obe nadstropji s široko polico. Na glavnem nivoju so bili uporabljeni toskanski stebri, na drugi pa dorski stebri. Na obeh ravneh so bili predeli z okni uokvirjeni s pilastri. Čeprav so trenutno v vsakem predelku okna, prvotno ni bilo tako. Serlio je želel ustvariti ritem, ki se izmenjuje med odprtimi okni in praznimi predelki. V 17. stoletju so dodatna okna zapolnila vse prazne prostore.
Za fasado notranjosti je Serlio uporabil korintske stebre na prvi ravni in kompozitne stebre na drugi ravni. Ponovno je ustvaril ritem, ki se izmenjuje med odprtimi okni in nišami, uokvirjenimi s pilastri. Te niše krasi notranja lupina. Serlio je v pritličju ustvaril trojno arkado, ki spominja na Vilo Madama.
Serlio je uspel upoštevati zahteve glede teže stavbe in njene strme strehe na podoben način kot Château de Villandry, pri čemer je uporabil apnenec iz Burgundije.
V notranjosti dvorca so freske iz risb Primaticcija ali Niccolòja dell'Abbateja, pa tudi kasetirani stropovi, fine lesene rezbarije in različni pisani okraski.